# کولاچی
کولاچی (به انگلیسی: Kulachi) یک منطقهٔ مسکونی در پاکستان است که در خیبر پختونخوا واقع شده‌است. کولاچی ۱۹٬۰۰۰ نفر جمعیت دارد و ۲۰۹ متر بالاتر از سطح دریا واقع شده‌است.